# Эстерхази, Пал Антал
Пал II Антал Эстерхази (венг. Pal Antal Esterházy de Galántha; 22 апреля 1711, Кишмартон — 18 марта 1762, Вена) — 4-й имперский князь (фюрст) дома Эстерхази. Имперский генерал-фельдмаршал (13 мая 1758 года). Более всего запомнился покровительством музыкантам.
Внук Пала Эстерхази — первого венгра, получившего княжеский титул. Родился в Айзенштадтской резиденции, учился в Вене и Лейдене, разделял идеалы Просвещения. В августе 1733 года в Лондоне он стал масоном.
Как и предыдущие главы рода Эстерхази, он поддерживал Габсбургскую империю Марии Терезии в войне за австрийское наследство. В этой войне (1741—1747) он возглавлял гусарский полк. За многочисленные успехи на полях сражений ему было присвоено звание фельдмаршала-лейтенанта в 1747 году, а после войны его отправили в качестве имперского посланника в Неаполь, где он жил в 1750—1753 годах.
С началом Семилетней войны в 1756 году он стал генералом кавалерии и получил звание фельдмаршала в 1758 году. В том же году вышел в отставку.
С того времени жил в своих поместьях, занимаясь их украшением. Реорганизовал дворцовую капеллу, назначив молодого Йозефа Гайдна вице-капельмейстером, который отвечал за оркестр, вместо композитора  Грегора Вернера.
Пауль Антон скончался в Вене в 1762 году. От брака с Марией Анной Висконти детей он не имел, поэтому ему наследовал младший брат Миклош.